# Chen Shuiqing
Chen Shuiqing (* 12. April 2000) ist eine chinesische Weitspringerin.

## Sportliche Laufbahn
Erste internationale Erfahrungen sammelte Chen Shuiqing bei den Asienmeisterschaften 2019 in Doha, bei denen sie mit einer Weite von 6,15 m den vierten Platz belegte.
2018 wurde Chen chinesische Meisterin im Weitsprung.

## Persönliche Bestleistungen
- Weitsprung: 6,47 m (−0,1 m/s), 7. April 2019 in Zhaoqing
  - Weitsprung (Halle): 6,33 m, 19. Februar 2019 in Nanjing